# Михайлов, Геннадий Алексеевич
Геннадий Алексеевич Михайлов (род. 1934) — учёный-математик, специалист в области вычислительной математики и математической статистики, член-корреспондент АН СССР (1984).

## Биография
Родился 6 марта 1934 года в дер. Литвиново Сонковского района Московской (сейчас это Тверская) области.
В 1956 году — окончил математико-механический факультет Ленинградского государственного университета.
В 1971 году — защитил докторскую диссертацию.
В 1974 году — присвоено учёное звание профессора.
С 1956 по 1965 годы — работает в Всесоюзного научно-исследовательского института технической физики (Снежинск), пройдя путь от старшего техника до старшего научного сотрудника.
С 1965 года работает в Сибирском отделении Академии наук СССР:
- 1966 год — заведующий лабораторией методов Монте-Карло;
- 1979 год — заведующий отделом статистических методов физики атмосферы;
- 1991—1998, 1999—2004 годы — заместитель директора;
- 1998—1999 — директор Вычислительного центра СО АН СССР (сейчас это — Институт вычислительной математики и математической геофизики СО РАН);
- с 2004 года — советник РАН[1].

С 1968 года — преподаватель, заведующий кафедрой вычислительной математики механико-математического факультета НГУ.

## Научная деятельность
Специалист в области численного статистического моделирования в вычислительной математике и математической физике.
Разработана теория оптимизации весовых методов Монте-Карло на основе сопряжённых и специальных нелинейных уравнений с использованием минимаксного подхода, предложил эффективные методы численного моделирования случайных величин и функций. Построил стохастические алгоритмы решения ряда краевых задач математической физики, включая задачи атмосферной оптики, лазерного зондирования, диффузии примесей и теории ядерных реакторов.
Создатель и руководитель новосибирской научной школы по методам Монте-Карло.

## Общественная деятельность
- член бюро Научного совета АН по комплексной проблеме «Математическое моделирование»;
- член редколлегий журналов: «Оптика атмосферы» (1987), «Сибирского математического журнала» (1988), «Сибирского журнала вычислительной математики» (1998)[1].

## Основные труды
- Некоторые вопросы теории методов Монте-Карло. Новосибирск, 1974. 144 с.
- Метод Монте-Карло в атмосферной оптике. Новосибирск, 1976. 283 с. (в соавт.)
- Оптимизация весовых методов Монте-Карло. М., 1987. 239 с.
- Весовые методы Монте-Карло для решения многочастичных задач, связанных с уравнением Больцмана // Докл. АН. 2002. Т.383, N 6. С.731-734 (с соавт.)
- Весовые алгоритмы статистического моделирования. Новосибирск, 2003. 184 с.
- Численное статистическое моделирование (Методы Монте-Карло). M, 2006. 368 с. (в соавт.)[1].

## Награды
- Ленинская премия (1962)
- Государственная премия СССР (1979) — за цикл работ по развитию и применению метода статического моделирования для решения многомерных задач теории переноса излучения
- Орден «Знак Почёта» (1975, 1986)[1]
- Заслуженный работник высшей школы РФ (1999)[3]
- Почётная грамота Российской академии наук (3 июля 2024) — за многолетний плодотворный труд, большой вклад в развитие российской науки, высокий профессионализм, ответственное отношение к работе и в связи с юбилеем